# Crucifix
Pour les articles homonymes, voir Crucifix (homonymie).

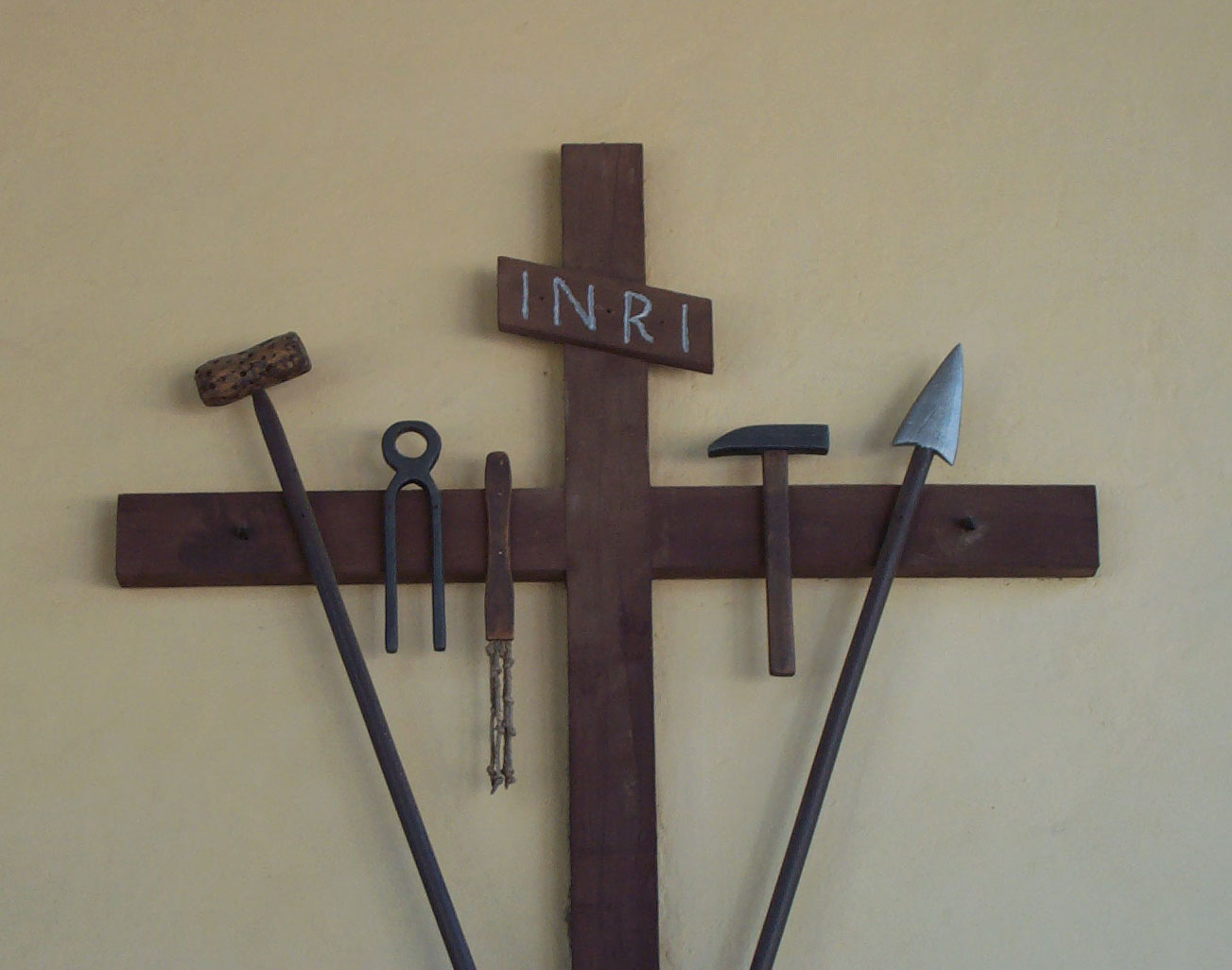
Crucifix accompagné des Arma Christi ou croix de la Passion à Poppiano près de Montespertoli en Toscane.

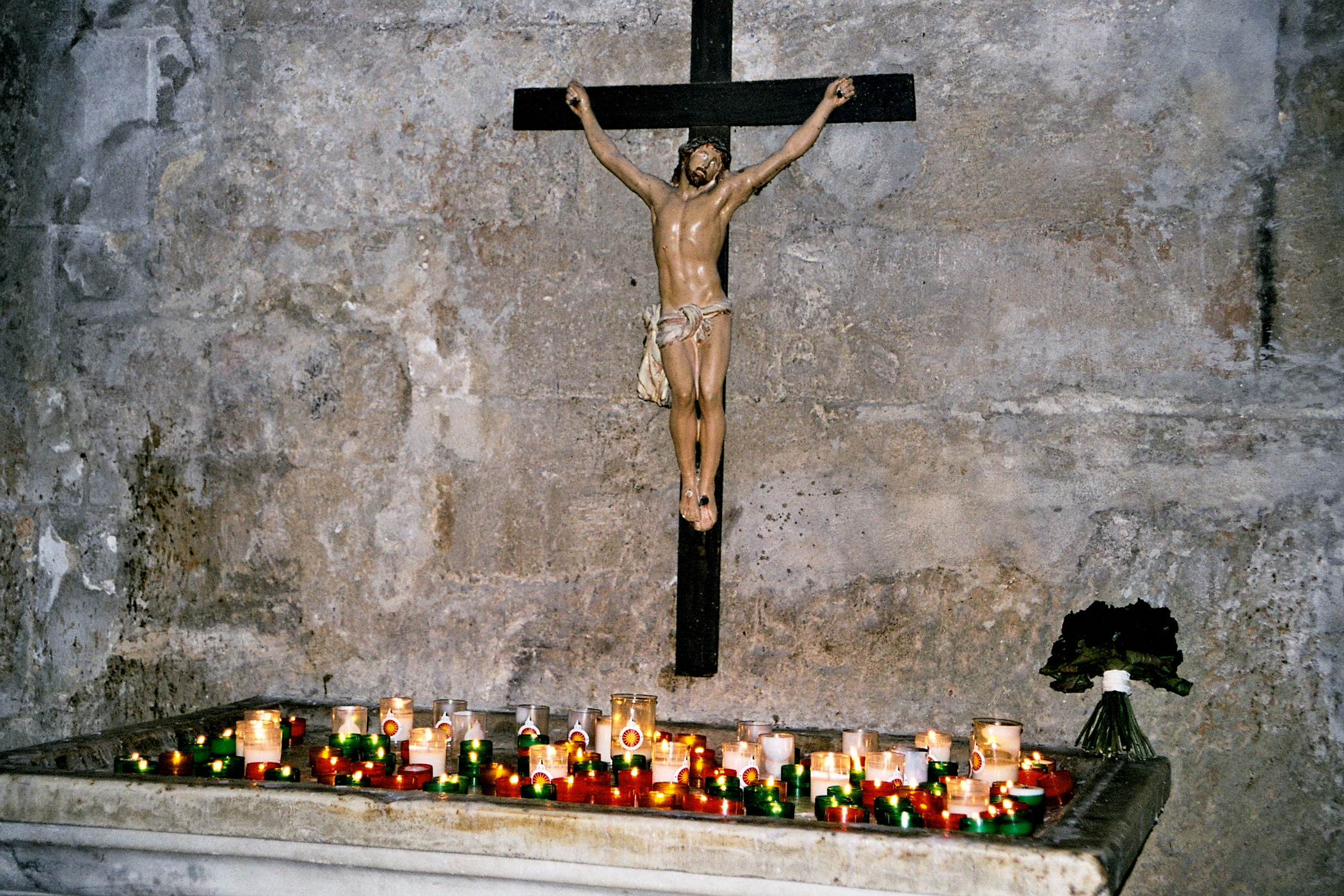
Crucifix dans une église.

Crucifix est un terme issu du latin ecclésiastique du XIIe siècle crucifixus, participe passé du verbe crucifigere, qui signifie « fixer sur une croix ». Un crucifix est donc une croix portant une représentation de Jésus-Christ dans la posture de la crucifixion.

## Perception dans les églises chrétiennes
Les crucifix sont fréquemment utilisés dans les églises catholiques, orthodoxes et certaines églises protestantes (luthériennes et anglicanes) ,.
La majorité des églises protestantes et chrétiennes évangéliques utilisent uniquement la croix christique, depuis la  réforme protestante ,. L'Église apostolique assyrienne de l'Orient et l'Église apostolique arménienne aussi utilisent la croix christique seule, sans la représentation de Jésus.

## Iconographie chrétienne
Le crucifix est un symbole chrétien rappelant la Crucifixion, c'est-à-dire le crucifiement de Jésus-Christ, mort attaché sur une croix.
Un crucifix a pour l'essentiel la forme d'une croix latine, dont la barre verticale est allongée vers le bas et courte vers le haut, et pouvant porter dans cette partie supérieure le sigle INRI, acronyme de Jésus de Nazareth, Roi des Juifs. Une statuette ou une image de Jésus est fixée à la croix, montrant les clous dans ses mains et ses pieds et une blessure dans son côté droit, en référence aux récits de la Passion.
Les crucifix sont généralement accrochés aux murs (des maisons ou des édifices religieux, parfois en façade pour ces derniers). Certains petits crucifix (quelques centimètres de hauteur) peuvent reposer sur un support. On accroche traditionnellement aux crucifix un rameau béni. 
Certains, monumentaux, sont des croix de procession, portés lors de cérémonies votives (pinacothèque nationale de Sienne).
Les crucifix dans les églises sont parfois entourés des figures de la Vierge Marie, de l'apôtre saint Jean et de Marie-Madeleine, présents au Golgotha. Lorsque les personnages sont d'une certaine grandeur, on parle plutôt de calvaire que de crucifix.

## Italie
En Italie, Giunta Pisano puis Cimabue sont connus en particulier pour le renouveau du réalisme du crucifix peint a tabellone au Trecento. 
Les représentations du crucifix sculptés, type calvaire, s'accompagnent très souvent de la présence des instruments de la Passion (Arma Christi).

## Description de quelques crucifix

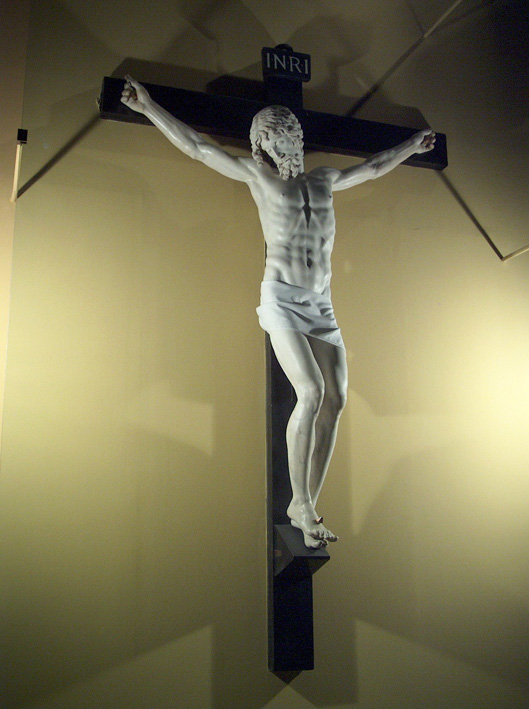
Crucifix (1556-1562), marbre, sculpté par Cellini, Escurial, Espagne
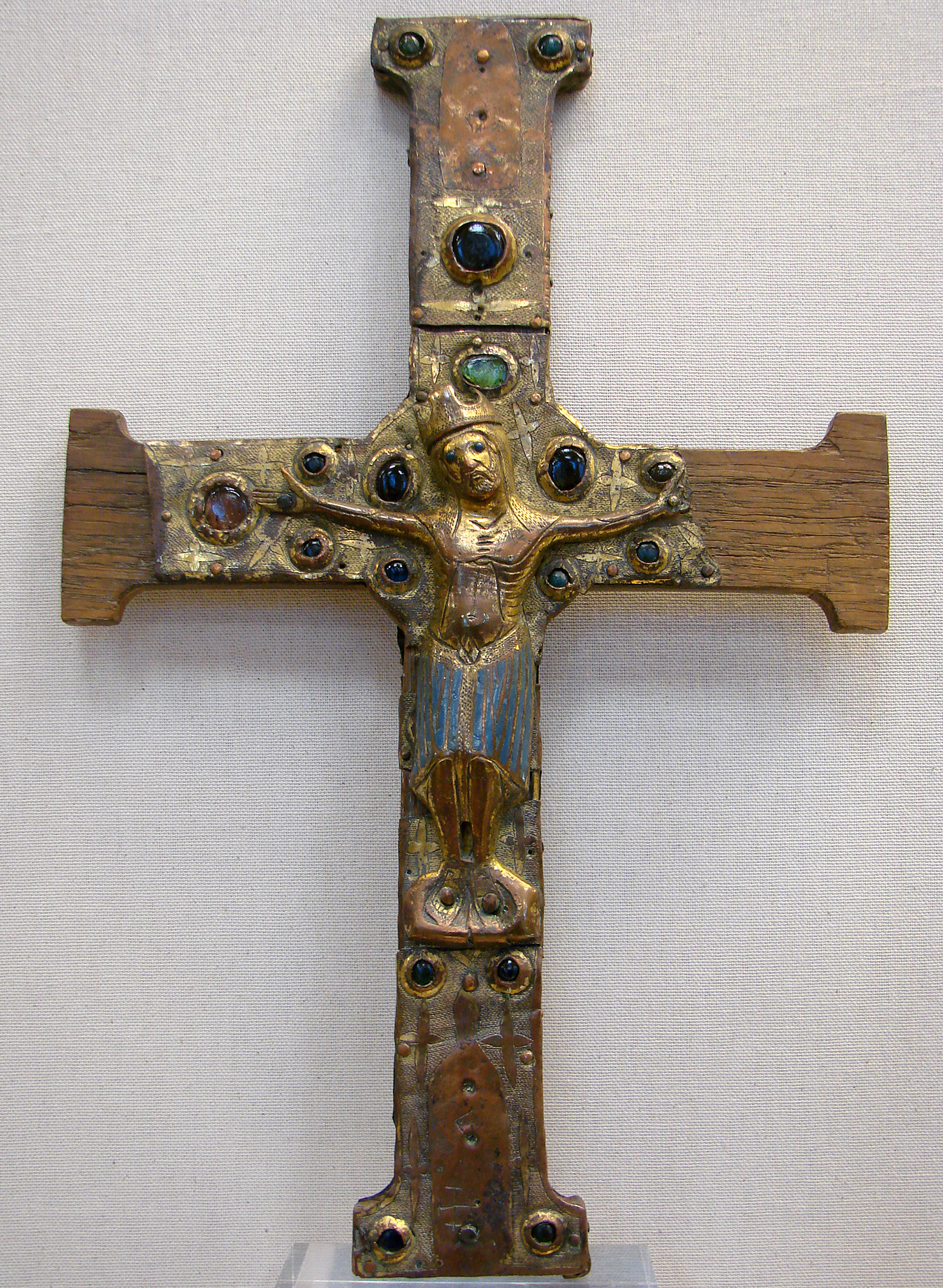
Christ roman du XIIIe siècle (Musée de Laon), noter la couronne du Christ.
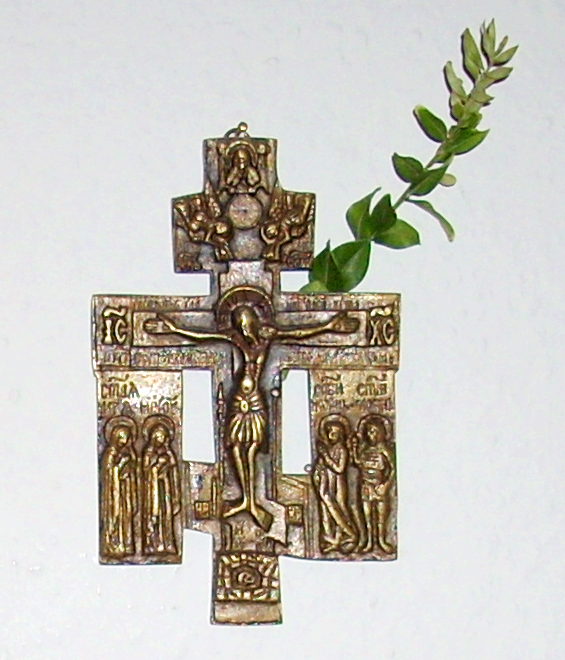
Crucifix orthodoxe et rameau béni catholique.
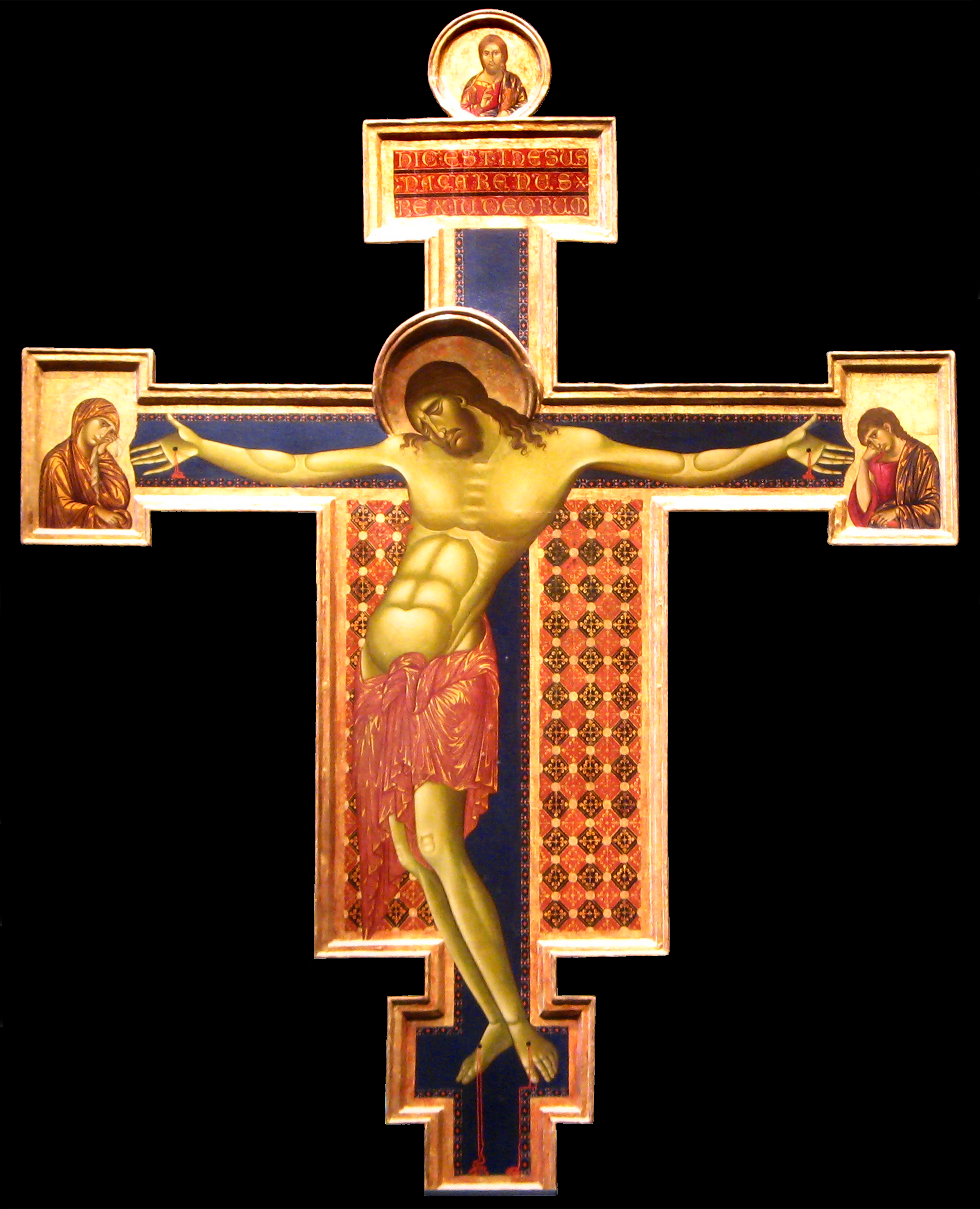
Cimabue (Arezzo) la Vierge à la gauche du Christ et saint Jean à sa gauche, éplorés.
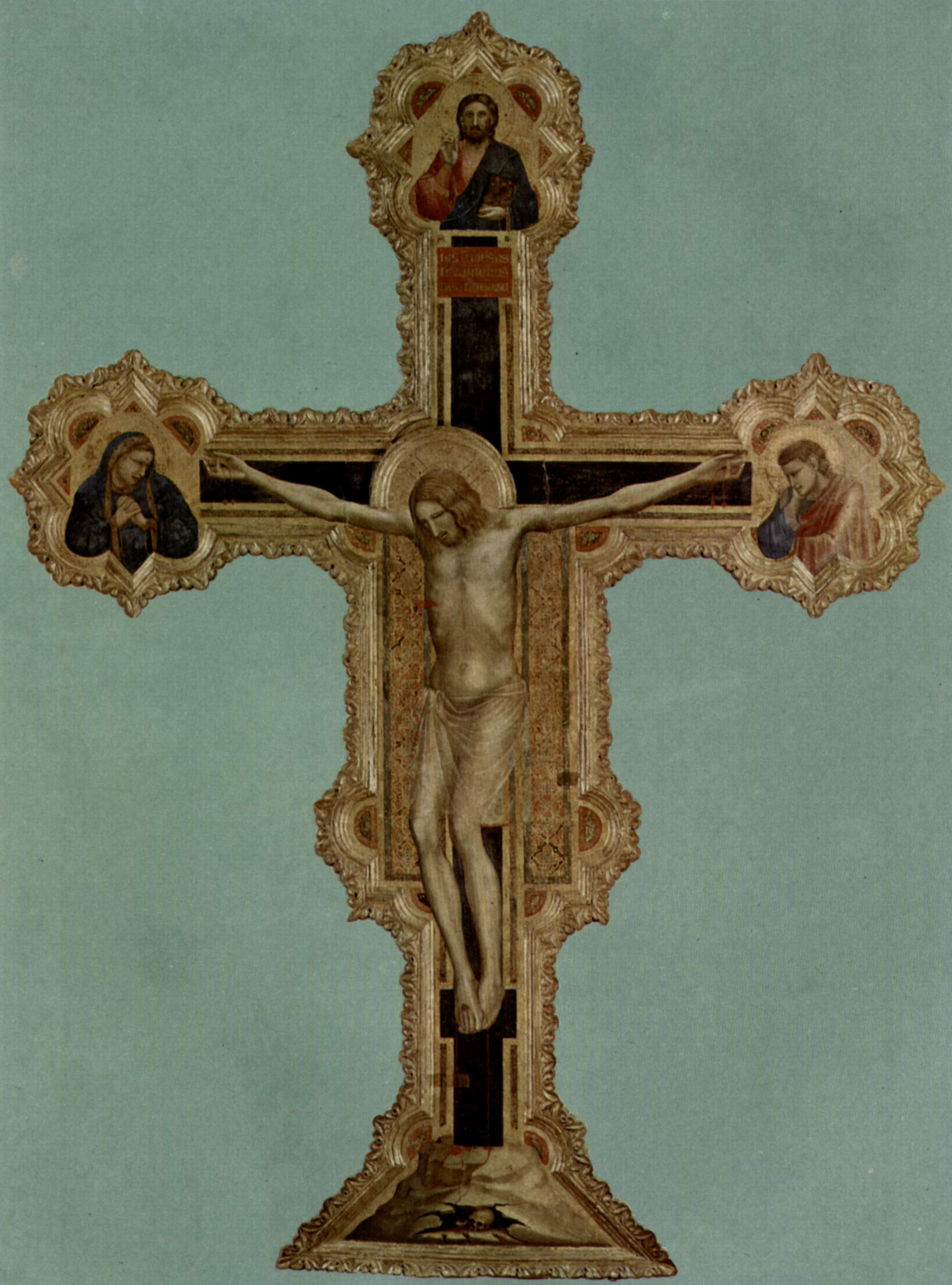
Giotto (Padoue) la Vierge à la droite du Christ son fils et saint Jean à la gauche du Christ.
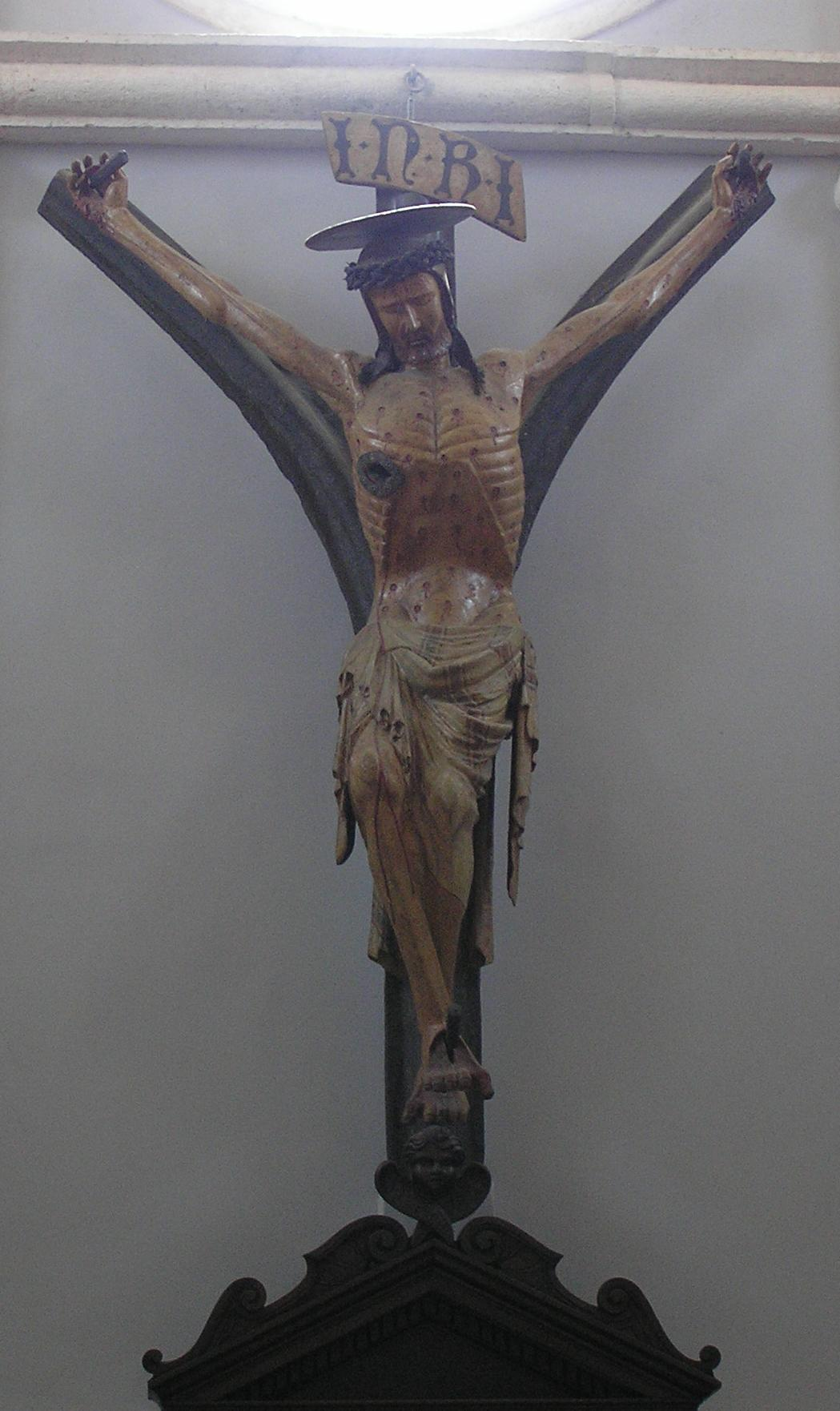
Crucifix polonais, noter la forme particulière du crucifix, comme ceux des Jansénistes, mais rappelant ici la Gabelkreuz des Rhénans.
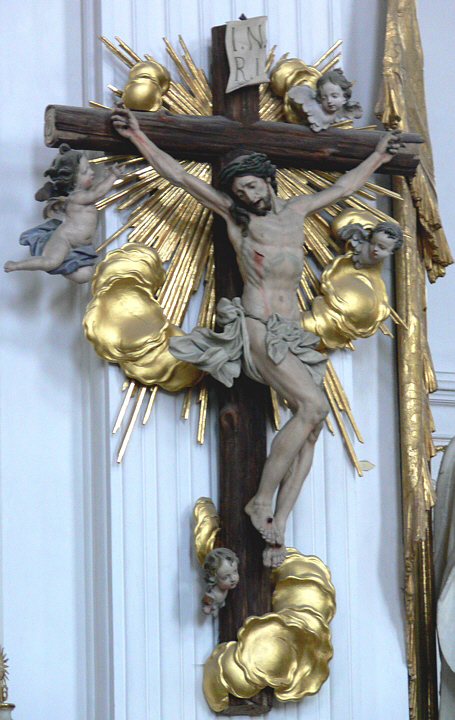
Crucifix baroque de l'église de Dießen am Ammersee (Allemagne), noter la présence des anges, symbole de gloire éternelle.
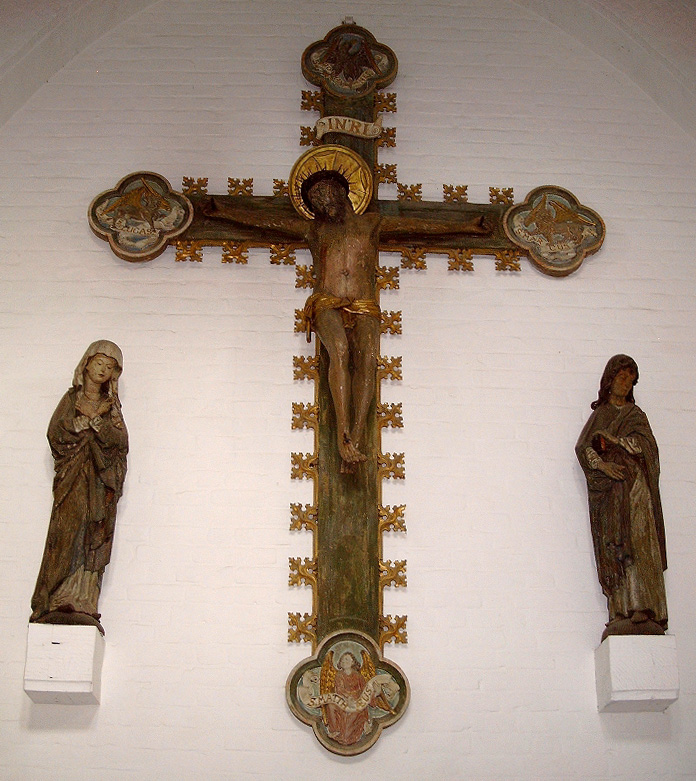
Crucifix entouré de la Vierge et de saint Jean (Schleswig-Holstein), noter les symboles des quatre évangélistes aux quatre coins de la Croix.
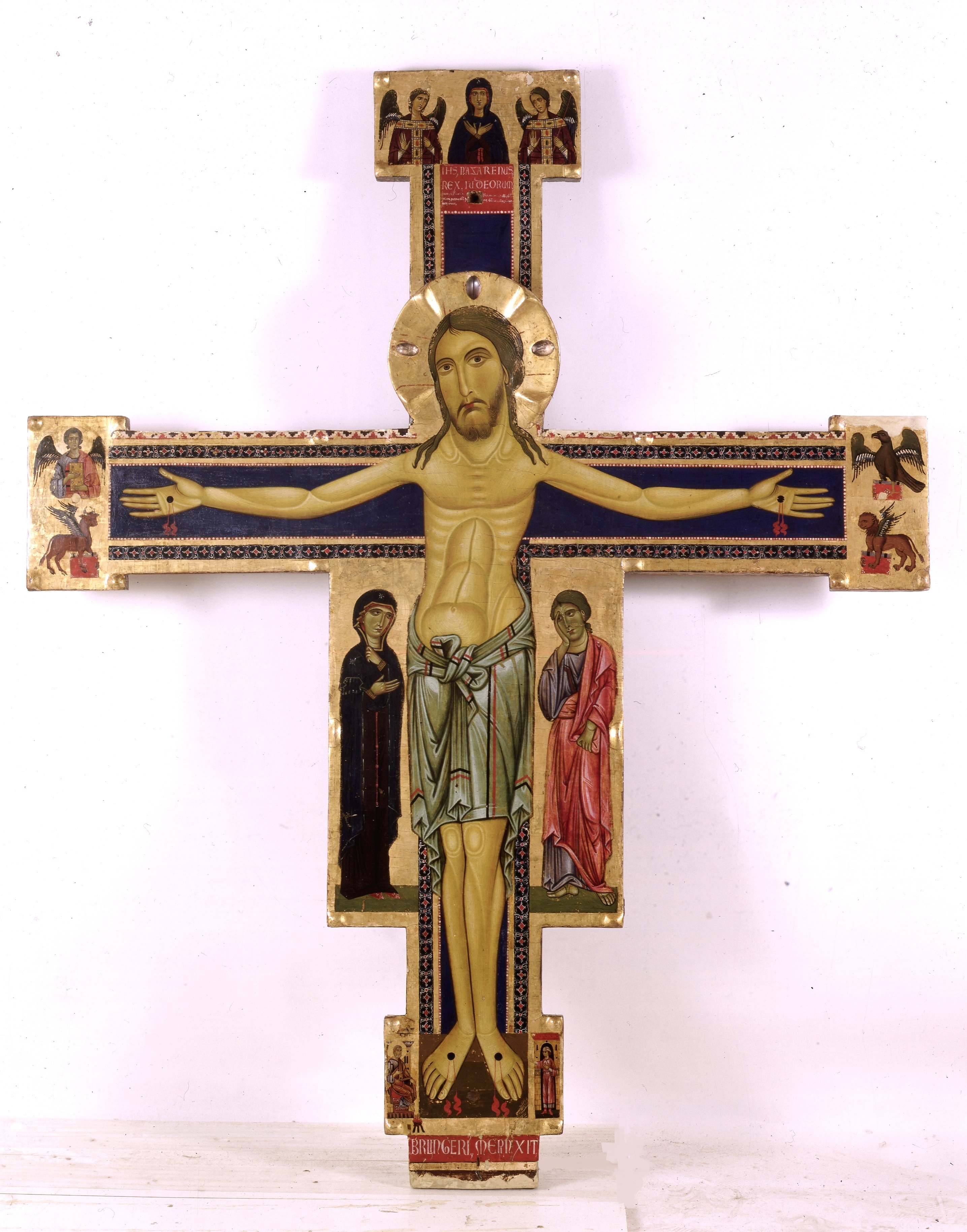
Crucifix italien du XIIIe siècle à la pinacothèque de Lucques, la Vierge est toujours à la droite de son Fils et saint Jean, l'apôtre préféré, à sa gauche. Les symboles des évangélistes sont de chaque côté du bras horizontal.
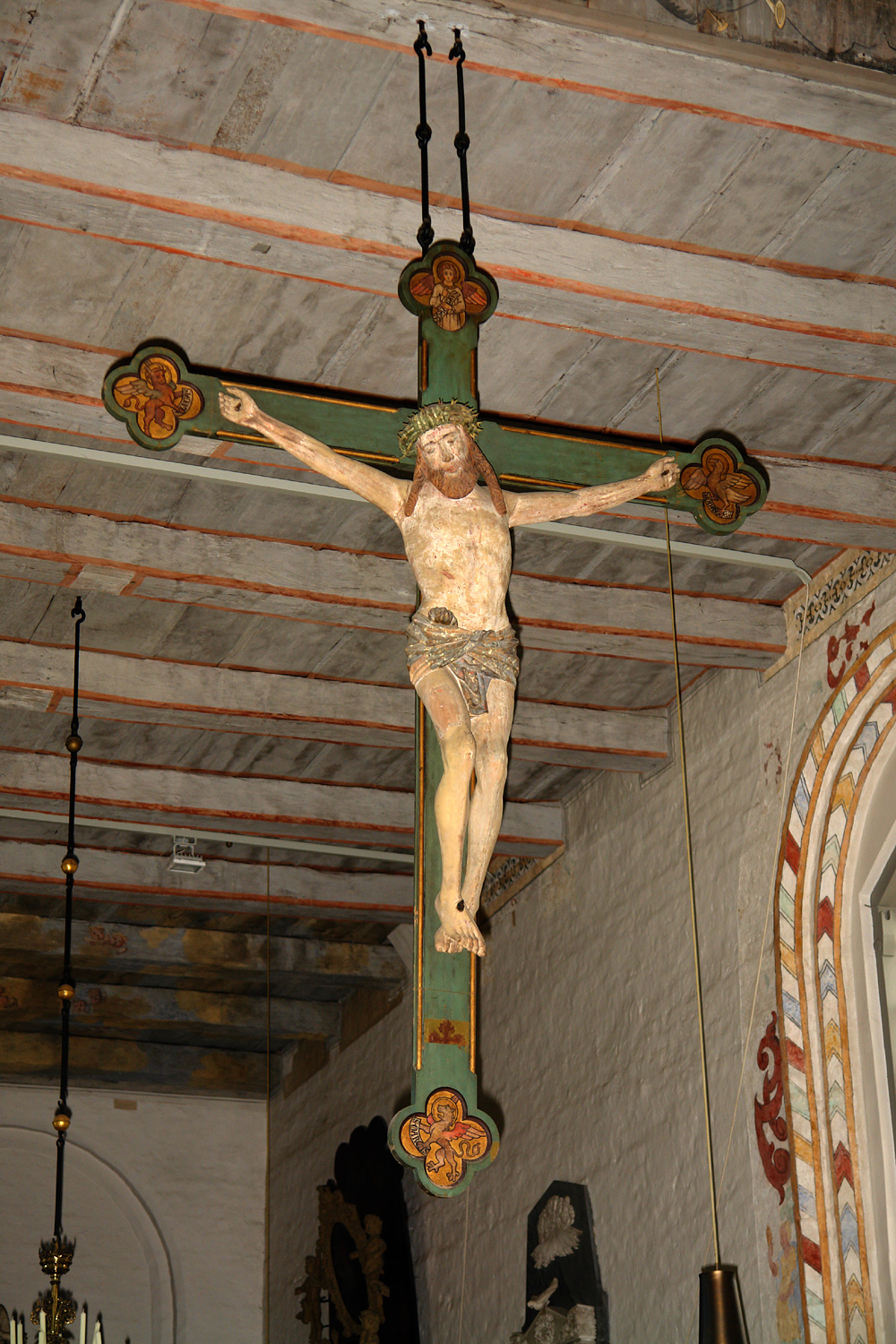
Crucifix gothique tardif (XVIe siècle) avec les symboles des évangélistes (région de Lübeck).
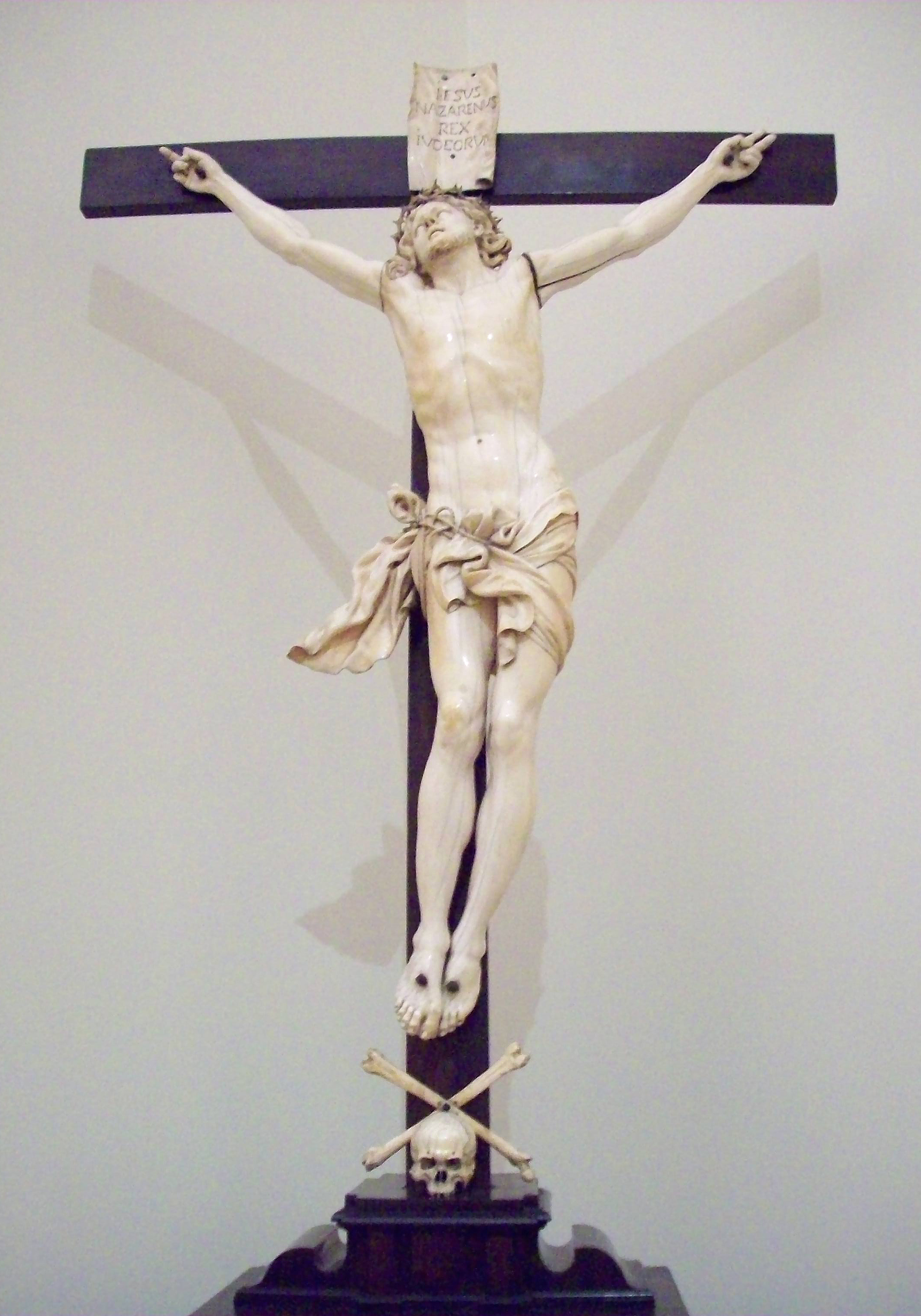
Crucifix en bois et ivoire, école française classique XVIIe siècle, noter le crâne, symbole et sens de Golgotha et de la vanité du monde.
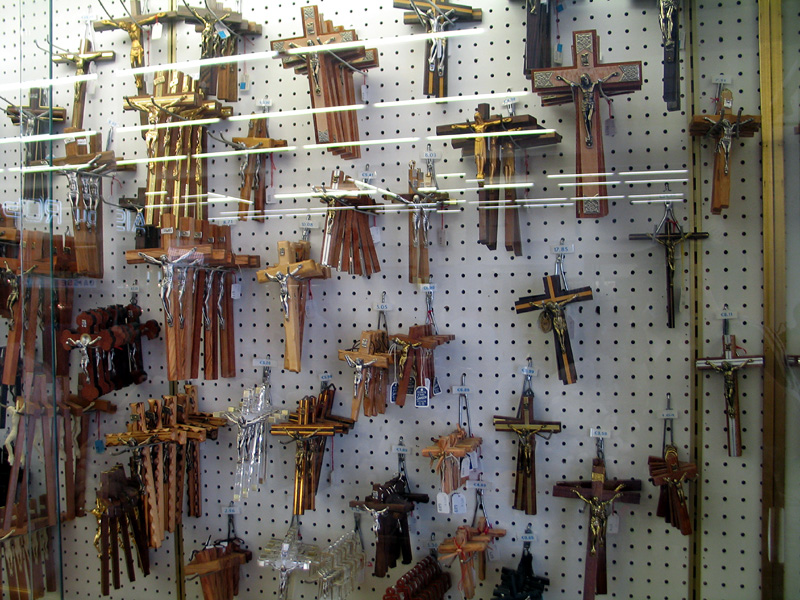
Étalage d'une boutique à Lourdes.

## Postures du Christ
Différentes postures du Christ en croix :
- Christus triumphans, Christ triomphant (Berlinghiero Berlinghieri à Lucques),
- Christus patiens, Christ résigné (Giunta Pisano à Pise),
- Christus dolens, Christ souffrant (Giotto et Cimabue à Arezzo et Florence).

## Formes particulières
En Italie, la fin de la peinture byzantine avec ses crucifix à tabellone, s'opère d'abord par des Croce sagomata et dipinta, des crucifix sans relief (substitut de sculpture), silhouettés, chantournés et peints, comme ceux exécutés par Lorenzo Monaco, pour l'hôpital Santa Maria Nuova de Florence (conservés aujourd'hui à la Galleria dell'Accademia de Florence).